# Ramses VIII
Ramses VIII (... – 1128 a.C.) è stato un faraone della XX dinastia egizia.

## Biografia
Si tratta di un sovrano quasi del tutto sconosciuto, del quale non è stata ritrovata neppure la titolatura completa. Probabilmente il suo regno durò meno di un anno, forse solo 3 mesi e 19 giorni.
Non conosciamo con quale legittimità ascese al trono succedendo a Ramses VII, morto senza eredi; secondo alcuni egittologi si tratterebbe di uno degli ultimi figli ancora in vita di Ramses III in quanto il suo nome compare nella processione di principi reali proveniente dalle rovine di Medinet Habu. Se quest'ipotesi si rivelasse esatta, il titolare della tomba mai occupata QV43 scoperta nel 1902 da Francesco Ballerini, nella Valle delle Regine, il principe Sethiherkhepeshef-meriamon, potrebbe non essere altri che il futuro Ramses VIII il quale, in seguito all'acquisizione del potere regale, si sarebbe fatto costruire altrove una nuova tomba, peraltro mai identificata.
Un'altra ipotesi invece propende per l'attribuzione di questo sovrano ad un ramo cadetto della dinastia, negandone la discendenza diretta da Ramses III così come l'identificazione con il principe titolare della tomba QV43, basandosi anche sul fatto che il successore Ramses IX onorò la memoria di Ramses VI e Ramses VII ma ignorò il diretto predecessore. Questo trattamento, solitamente riservato agli usurpatori, porterebbe quindi a pensare che la presenza del suo nome tra quello dei principi reali di Medinet Habu sia stato un tentativo – non corrispondente a realtà – di rafforzare la propria legittimità a regnare.
Oltre al riferimento a Medinet Habu, scarse testimonianze di questo sovrano ci sono giunte da un riferimento su una stele, su un blocco proveniente da Pi-Ramesse e in una tomba sacerdotale a Karnak.
La sua tomba reale non è stata ritrovata, così come la sua mummia.

## Titolatura
| G5 |

| G5 |

|       |
| \| \| |
|       |
|       |

|  |

|       |
| \| \| |
|       |
|       |

|  |

| G16 |

| G16 |

|  |

| G8 |

| G8 |

|  |

| M23 · X1 | L2 · X1 |

| M23 · X1 | L2 · X1 |

| wsr | C10 | C12 | G25 | Aa1 · n |

| wsr | C10 | C12 | G25 | Aa1 · n |

| wsr | C10 | C12 | G25 | Aa1 · n |

| wsr | C10 | C12 | G25 | Aa1 · n |

| wsr | C10 | C12 | G25 | Aa1 · n |

| wsr | C10 | C12 | G25 | Aa1 · n |

| wsr | C10 | C12 | G25 | Aa1 · n |

| wsr | C10 | C12 | G25 | Aa1 · n |

| G39 | N5 |

| G39 | N5 |

| N5 | C7 | C12 | N36 | F31 | s | M23 |

| N5 | C7 | C12 | N36 | F31 | s | M23 |

| N5 | C7 | C12 | N36 | F31 | s | M23 |

| N5 | C7 | C12 | N36 | F31 | s | M23 |

| N5 | C7 | C12 | N36 | F31 | s | M23 |

| N5 | C7 | C12 | N36 | F31 | s | M23 |

| N5 | C7 | C12 | N36 | F31 | s | M23 |

| N5 | C7 | C12 | N36 | F31 | s | M23 |